# Contea di Delaware (Oklahoma)
La contea di Delaware (in inglese Delaware County) è una contea dello Stato dell'Oklahoma, negli Stati Uniti. La popolazione al censimento del 2000 era di 37 077 abitanti. Il capoluogo di contea è Jay.